# 2016년 8월 이탈리아 중부 지진
2016년 이탈리아 중부 지진(이탈리아어: Terremoto del Centro Italia del 2016)은 2016년 8월 24일 UTC 01시 36분 33초(현지 시각 3시 36분 33초, CET)에 이탈리아 움브리아주 노르차 남서쪽 10km 부근에서 일어난 모멘트 규모 6.2의 지진이다. 최대 진도는 IX(격심)로 추정된다. 초기에는 모멘트 규모 6.4로 측정되었으나 세부 분석 이후 USGS에서는 모멘트 규모 6.2로 수정되었다. 유럽-지중해 지진센터(EMSC)에서는 규모 6.1로 측정했다. 이탈리아 국립 지리 및 화산 연구소(INGV)에서는 릭터 규모 6.0으로 측정했다.
대부분의 피해는 노르차 및 아쿠몰리, 아마트리체 등 이탈리아 중부 리에티현의 진앙 근처에 몰려 있으며 이 마을의 건물 대다수가 붕괴했다는 보고가 들어왔다. 규모 3.3∼5.3의 8차례 여진이 계속되면서 피해 규모가 계속 커지고 있다고 밝혔다. 아마트리체 시장 세트리오 피로지는 이탈리아 RAI 라디오 방송 인터뷰에서 이 도시의 건물 붕괴 피해가 심각한 수준으로 "마을이 없어졌다. 돌무더기에 밑에 사람들이 깔려있다. 그들이 죽었을 것 같다"라고 말했다.
2016년 10월30일 오전7시 40분경 움브리아주 페루자에서 동남쪽으로 67km 떨어진 곳에서 규모 6.5의 지진이 발생했다.
inga는 규모6.1 로 처음발표했지만 규모6.5로 수정했다

## 지진 개요
아펜니노산맥은 동서로 아드리아 소판에 속한 곳으로, 이 지역은 북쪽의 알프스산맥에서부터 이어져 유라시아 판, 아프리카 판과 충돌하면서 생성된 산맥이다. 2016년 8월 24일, 유라시아 판 내의 아풀리아 판(아드리아 판)과 아프리카 판이 서로 충돌하는 가운데 티레니아해 분지가 확장하면서 응력을 받은 아풀리아 판이 아프리카 판으로 밀리며 표준 단층 작용 지진이 일어나게 되었다.

## 여진

본진 이후 발생한 여진 빈도 그래프.

본진 이후 M4.5 이상의 강진이 4번 이상 일어났다. M3.0 이상의 여진은 8월 24일 하루에만 300차례 이상 발생하였다.
| 발생일시 (UTC)     | 진원지                           | 진원 깊이 | 지진 규모 | 최대진도     | 출처 |
| ------------------ | -------------------------------- | --------- | --------- | ------------ | ---- |
| 8월 24일 1시 56분  | 아마트리체 서쪽 10km             | 10km      | M4.6      | -            |      |
| 8월 24일 2시 5분   | 아르콰타 델 트론토 남서쪽 6km    | 10km      | M4.1      | -            |      |
| 8월 24일 2시 19분  | 말티그나노 남남서쪽 9km          | 7.8km     | M4.0      | -            |      |
| 8월 24일 2시 33분  | 노르차 북동쪽 4km                | 10km      | M5.5      | VII (노르차) |      |
| 8월 24일 2시 59분  | 노르차 북쪽 3km                  | 6.8km     | M4.3      | -            |      |
| 8월 24일 3시 40분  | 아마트리체 서쪽 4km              | 10.7km    | M4.3      | -            |      |
| 8월 24일 4시 6분   | 카시아 북북동쪽 4km              | 10km      | M4.5      | -            |      |
| 8월 24일 11시 50분 | 비소 남남서쪽 5km                | 10km      | M4.9      | -            |      |
| 8월 24일 17시 46분 | 아르콰타 델 트론토 서남서쪽 10km | 10km      | M4.6      | -            |      |
| 8월 24일 23시 22분 | 말티그나노 동남동쪽 8km          | 7.3km     | M4.1      | -            |      |
| 8월 25일 03시 17분 | 노르차 동쪽 7km                  | 10km      | M4.7      | -            |      |
| 8월 25일 12시 36분 | 말티그나노 동남동쪽 10km         | 10km      | M4.3      | -            |      |
| 8월 26일 4시 28분  | 아마트리체 북서쪽 5km            | 10km      | M4.7      | -            |      |
| 8월 27일 2시 50분  | 노르차 북동쪽 6km                | 12.2km    | M4.2      | -            |      |

## 피해 상황
| 지역                        | 사망자 |
| 아마트리체                  | 218명  |
| 아쿠몰리                    | 11명   |
| 아스콜리피체노현            | 49명   |
| 합계                        | 278명  |
| 2016년 8월 27일 기준 출처 : |        |

아스콜리피체노현의 페스카라델트론토에서 지진으로 인한 건물 붕괴 피해로 최소 2명이 사망하였다. 아르콰타델트론토의 시장 알레산드로 페트루치는 "마을의 모든 건물이 붕괴"되었으며 재앙적인 상황이라고 말했다.
아마트리체 시장 세트리오 피로지는 시내 곳곳에 건물이 무너졌으며, 부상자를 구출하기 위해 중장비가 필요한 상황이라고 말했다. 아쿠몰리의 시장 스테파노 페트루치는 RAI 방송을 통해 최소 6명이 사망하였다고 말했다. 또한 AGI 방송에서는 아쿠몰리에서 사망자가 늘어나고 있으며, 사망자 3명을 확인했다고 말했다. 노르차의 시장 니콜라 알레마노는 사망자는 보고되지 않았으나, 역사 유적지 및 구시가지가 파괴되었다고 말했다.
USGS의 지질학자 라펠 아브레우는 CNN과의 인터뷰에서 "현 자료를 기반으로 추측해보건데 사망자수와 경제적 피해는 현저하게 클 것"이라고 말했다.
UTC 오전 9시, 라치오 주에서 사망자 11명, 마르케 주에서 사망자 10명을 확인하면서 총 사망자수는 21명으로 늘어났다. 8월 24일 기준 63명으로 늘어났다. 구조 작업을 하면서 사망자수는 계속 증가하고 있는 추세이다.
이탈리아의 문화부 장관 다리오 프란체시니는 8월 25일 총 293개의 유적지가 피해를 입었으며 그중 50개는 완전히 붕괴되거나 파괴되었다고 말했다.

## 반응

### 이탈리아 국내
- 이탈리아 총리실은 아마트리체와 같은 피해지역에 즉시 구조팀을 파견할 것이라고 말했다.[28]

### 국제적 반응
- 독일 외무부는 이탈리아 지진에 슬픔을 표하며 함께 연대할 것이라고 발표했다.[29]
- 교황 프란치스코는 예정된 연설을 취소하고 지진 피해에 대한 슬픔을 표했다.[30]
- 프랑스의 대통령 프랑수아 올랑드는 구호에 필요한 가능한한 모든 것들을 지원해줄 것이라고 말했다.[31]

## 같이 보기
- 2009년 라퀼라 지진

### 내용주
1. ↑  아스콜리피체노현의 페스카라델트론토, 아르콰타델트론토의 사망자 및 아마트리체의 사망자 1명을 포함한 수치이다.

### 참조주
1. 1 2 3  “Evento sismico tra le province di Rieti e Ascoli P., M 6.0, 24 agosto” (이탈리아어). INGV. 2016년 8월 24일. 2016년 8월 27일에 원본 문서에서 보존된 문서. 2016년 8월 24일에 확인함.
2. 1 2 3  “M6.2 - 10km SE of Norcia, Italy”. USGS. 2016년 8월 24일. 2016년 8월 24일에 확인함.
3. ↑  “Italy quake: 6.4 magnitude tremor rocks heart of the country”. telegraph. 2016년 8월 24일. 2016년 8월 24일에 확인함.
4. ↑  “M6.2 - 10km SE of Norcia, Italy ShakeMap”. USGS. 2016년 8월 24일. 2016년 8월 24일에 확인함.
5. ↑  “Earthquake strikes central Italy”. BBC. 2016년 8월 24일. 2016년 8월 24일에 확인함.
6. ↑  장재은 (2016년 8월 24일). “이탈리아 페루자 6.2지진…여진 8차례·새벽잠 깬 시민들 대피(종합2보)”. 연합뉴스. 2016년 8월 24일에 확인함.
7. ↑  장재은 (2016년 8월 24일). “이탈리아 6.2 강진에 중부 산골 쑥대밭…21명 사망·100명 실종(종합4보)”. 연합뉴스. 2016년 8월 24일에 확인함.
8. ↑  “Building reportedly collapsed in Norcia, Arquata, Accumoli and Amatrice”. telegraph. 2016년 8월 24일. 2016년 8월 24일에 확인함.
9. 1 2  “Terremoto del 6.0 nel Reatino, epicentro ad Accumoli ma sentito da Rimini a Napoli. Paura nel centro Italia” (이탈리아어). La Repubblica. 2016년 8월 24일. 2016년 8월 24일에 확인함.
10. ↑  “Strong earthquake hits Italy, with people reportedly trapped in rubble”. The Guardian. 2016년 8월 24일. 2016년 8월 24일에 확인함.
11. ↑  윤지원 (2016년 8월 24일). “이탈리아 지진 "나라가 사라졌다"…곳곳서 건물, 다리 붕괴”. 뉴스원. 2016년 8월 24일에 확인함.
12. ↑  James, Kristen (2004년). 《Determining the source for the magmas of Monte Amiata (Central Italy) using strontium, neodymium, and lead isotopes》 (PDF). Carleton Geology Department: Geology Comps Papers. Liberal Arts Scholarly Repository (LASR). 3–4쪽. 2015년 4월 11일에 원본 문서 (PDF)에서 보존된 문서. 2016년 8월 24일에 확인함.
13. ↑  “M6.2 - 10km SE of Norcia, Italy”. USGS. 2016년 8월 24일. 2016년 8월 24일에 확인함.
14. ↑  양태삼 (2016년 8월 24일). “지진많은 이탈리아…유라시아-아프리카판 충돌탓 늘 꿈틀”. 연합뉴스. 2016년 8월 24일에 확인함.
15. ↑  구정은 (2016년 8월 24일). “이탈리아 내륙 페루자 강진..."마을이 사라졌다"”. 경향신문. 2016년 8월 24일에 확인함.
16. ↑  장재은 (2016년 8월 24일). “새벽 덮친 6.2 강진에 이탈리아 시골 폐허..38명 사망(종합5보)”. 연합뉴스. 2016년 8월 24일에 확인함.
17. ↑  ELISABETTA POVOLEDO (2016년 8월 24일). “Large Earthquake Strikes Central Italy”. The New York Times. ISSN 0362-4331. 2016년 8월 24일에 확인함.
18. ↑  “'Apocalyptic' scenes”. telegraph. 2016년 8월 24일. 2016년 8월 24일에 확인함.
19. ↑  김영은 (2016년 8월 24일). “이탈리아 중부 6.2지진에 여진 8차례…최소 2명 사망”. SBS. 2016년 8월 24일에 확인함.
20. ↑  “'At least 6 believed dead'”. telegraph. 2016년 8월 24일. 2016년 8월 24일에 확인함.
21. ↑  “'It is a disaster'”. telegraph. 2016년 8월 24일. 2016년 8월 24일에 확인함.
22. ↑  “Historic sites damaged”. telegraph. 2016년 8월 24일. 2016년 8월 24일에 확인함.
23. ↑  Elwyn Lopez (2016년 8월 24일). “Italy earthquake: At least 2 killed, buildings collapse”. CNN. 2016년 8월 24일에 확인함.
24. ↑  “Quake: Unofficial death toll rises to 63”. ANSA. 2016년 8월 24일. 2016년 8월 24일에 확인함.
25. ↑  “Terremoto devastante nel centro Italia, 38 morti. Scossa 6.0, i centri più colpiti Amatrice, Accumoli e Arquata del tronto” (이탈리아어). Il Messaggero. 2016년 8월 24일. 2016년 8월 24일에 확인함.
26. ↑  “Quake: 239 cultural assets damaged (2)”. ANSA. 2016년 8월 25일. 2016년 8월 26일에 확인함.
27. ↑  “Rescuers heading to quake-hit areas”. telegraph. 2016년 8월 24일. 2016년 8월 24일에 확인함.
28. ↑  독일 외무부 (2016년 8월 24일). “FM #Steinmeier on #ItalyEarthquake ...”. 트위터. 2016년 8월 24일에 확인함.
29. ↑  “Pope expresses his sadness”. BBC. 2016년 8월 24일. 2016년 8월 24일에 확인함.
30. ↑  “The Latest: France offers help to Italy after earthquake”. AP. 2016년 8월 24일. 2016년 8월 27일에 원본 문서에서 보존된 문서. 2016년 8월 24일에 확인함.